# Finiski litijumski projekat
Finiski litijumski projekat je rudnik litijuma koji se nalazi u blizini Darvina na Severnoj teritoriji, Australija. Razvija ga preduzeće Kor Litijum.
Rudno telo je otkriveno 2016. godine, a radovi na izvodljivosti su obavljeni tokom 2018–2020. godine sa konačnom investicionom odlukom donetom u septembru 2021. Komercijalna proizvodnja je počela u februaru 2023. sa životnim vekom od 8 godina.

## Geološka postavka
Rudnik obuhvata 500 km2 (190 kvadratnih milja) zakupa, pokrivajući polje pegmatita Bino (BPF) i nekoliko polja pegmatita u blizini Darvina. Konkretno, obuhvata pet rudnih ležišta „Grants, Karlton, Sandras, Hang Gong SV i BP33.“ The:
Rudna tela Finiskog litijumskog projekta su okarakterisana kao litijum-cezijum-tantalna (LCT) ležišta pegmatita koja se nalaze unutar metasedimentne stene Barel Krik. Pegmatiti na ležištima obuhvataju spodumen koji sadrži litijum, kvarc, albit, mikroklin kao i liskun.
sa konzistentnim sadržajem litijuma u celom rudnom telu.

## Opis
Kor litijum razvija projekat, nakon što je u junu 2018. završena prethodna studija izvodljivosti (PFS) i definitivna studija izvodljivosti (DFS) u aprilu 2019. Revizije studije izvodljivosti su završene 2020. kako bi se uključile metode podzemne eksploatacije u plan rudarenja. Revidirani DFS je završen u julu 2021. u kojem se navodi projekat koji će se odvijati u više faza. Prva faza će uključiti eksploataciju otvorenog kopa u blizini Grantsa i Hang Gonga, kao i podzemnu eksploataciju na prospektima Grants, BP33 i Karlton. Australijski proces usklađivanja sa JORC 2012 procenjuje 3,45 miliona tona (Mt) mineralnih resursa sa 1,4 procenta litijum oksida. Australijska vlada je dodelila status glavnog projekta (MPS) u martu 2021. godine, prepoznajući strateški značaj projekta.
Litijum hidroksid za baterije proizveden je u okviru probnih radova na uzorku mineralnog koncentrata spodumena iz projekta u aprilu 2021. godine. Izgradnja je počela 2021. godine, a potpuna operativna eksploatacija počela je u oktobru 2022. godine, pri čemu je prva pošiljka koncentrata spodumena izvezena iz Luke Darvin u maju 2023. godine.
Razvoj rudnika je projekat vredan 89 miliona dolara. Očekuje se da će tokom 12-godišnjeg životnog veka projekta biti iskopano 16 miliona tona (35 milijardi funti) rude. Očekuje se da će većina litijumskog koncentrata biti izvezena u inostranstvo.

## Proizvodnja i prodaja
Godine 2022, preduzeće Tesla je ugovorilo 110 hiljada tona (240 miliona funti) koncentrata spodumena tokom četiri godine iz rudnika Kor litijum i Finis litijum.

## Spoljašnje veze
- Finnish Lithium Project Deposit Summary Report
- Bynoe Pegmatite Field - Finniss Lithium (Grants, Carlton, Sandras, Hang Gong SW, BP33), Mount Finniss Tin-Tantalum